# Lafat
Lafat település Franciaországban, Creuse megyében. Lakosainak száma 319 fő (2022. január 1.). Lafat Bazelat, La Chapelle-Baloue, Crozant, Maison-Feyne, Sagnat és Saint-Germain-Beaupré községekkel határos.

## Népesség
A település népességének változása:
| Lakosok száma | 643  | 546  | 458  | 374  | 368  | 362  | 350  | 323  | 322  | 319  |
|               | 1968 | 1982 | 1990 | 2006 | 2013 | 2015 | 2017 | 2019 | 2020 | 2022 |